# Ovčica
Ovčica ili arkaj, mormora, aršan, carica, itd. (lat. Lithognathus mormyrus) spada u podred podobitelji pagellus (arbuni) obitelji sparidae. Naraste do 45 cm, težine do 2 kg. Izduženog je tijela, srebrnosive je boje, s desetak tamnih pruga na bokovima. Veći primjerci potamne i poprime crnkastu boju. 

## Karakteristike
Sve ribe ovoga podreda žive na afričkom kontinentu, dok je ovčica raširenija i živi u Mediteranu. Živi po cijelom Jadranu, nešto brojnije u kanalima i uvalama gdje je velika količina pijeska. Poput trlje, pretražuje pijesak u potrazi za raznim crvićima, račićima, beskralješnjacima, mekušcima... Ustima filtriraju pijesak tako da ga izbacuju kroz škržne poklopce i gutaju samo hranjive sastojke.  Voli živjeti i na mjestima gdje je veliki pritok slatke vode, na ušćima naših velikih rijeka. Ovčice su dvospolci, prvo žive kao mužjaci, zrelost dosežu sa 17 cm, a od 25 cm se pretvaraju u ženke. Skupljaju se u jata za vrijeme mriješćenja i migriranja, pogotovo mužjaci, dok se veće ženke odvajaju i žive samostalno i na većim dubinama. Ovčice su ribe koje je jednostavno susresti roneći jer su često u samom plićaku, no mogu zaći i do 100 metara dubine. Za vrijeme vađenja pijeska iz mora brodovima, ovčice se skupljaju u velikom broju te iskorištavaju dizanje prašine pijeska i njegovih sitnih stanovnika za besplatan i ukusni objed. Njihovu zaluđenost hranjenjem iskorištavaju ljudi loveći ih udicom baš s tih brodova. Vrlo je ukusna i jedna je od najobožavanijih riba, pogotovo tijekom ljetnih mjeseci kada joj je vrijeme mrijesta. Vrlo je ugrožena lovom ludrom i bucanjem, no u nekim je muljevitim lukama dosta brojna zbog slabog lova.

## Ribolov
Temeljem naredbe o zaštiti ribe zabranjeno je loviti ovčice ispod 20 cm dužine.

## Rasprostranjenost
Ovčica se može pronaći u istočnom dijelu Atlantika, sjeverno od Biskaja i Gibraltara pa južno sve do Južnoafričke Republike, te na području Indijskog oceana uz obalu Afrike do Mozambika. Rasprostranjena je i na cijelom Mediteranu. Napomena: nema je u tropskom području Afrike.

## Poveznice
|  | Zajednički poslužitelj ima još gradiva o temi Ovčica |
|  | Wikivrste imaju podatke o taksonu Ovčica             |